# Der Mann in der Schlangenhaut
Der Mann in der Schlangenhaut ist ein US-amerikanischer Liebesfilm von Sidney Lumet aus dem Jahre 1960. Er basiert auf dem Bühnenstück Orpheus steigt herab (Originaltitel: Orpheus descending) von Tennessee Williams, der auch am Filmdrehbuch mitschrieb.

## Handlung
Ort der Handlung ist zunächst New Orleans, die Zeit ist die Gegenwart. Nach einer Nacht im Gefängnis steht Val Xavier vor Gericht. Val ist ein Nachtclub-Entertainer, der als Markenzeichen eine Schlangenlederjacke trägt und der seine Gitarre als seine Lebensgefährtin bezeichnet. Er steht an einem persönlichen Wendepunkt, ist des seelenlosen Partylebens zutiefst überdrüssig und will ein neues Leben beginnen.
Nach seiner Freilassung fährt er nach Mississippi, wo in einer Gewitternacht sein Auto in einer kleinen Stadt im (fiktiven) Two River County liegenbleibt. Das Haus, in dem er Unterschlupf sucht, gehört Sheriff Talbot, dessen Ehefrau Vee ihm ein Nachtquartier in der Gefängniszelle anbietet. Vee ist eine warmherzige, aber verschüchterte Frau, die vor der Bigotterie und Brutalität ihrer Umgebung Zuflucht in der Malerei sucht. Ein besonders brutaler Repräsentant der bösen kleinen Stadt ist ihr Mann, der Sheriff, der während Vees Gespräch mit Val einen entflohenen Häftling jagt und erschießt.
Eine weitere Bewohnerin des Ortes ist Carol Cutrere, eine sensible, rebellische und lebenshungrige, aber verbitterte und heruntergekommene junge Frau, die nicht müde wird, den anderen ihre Spießigkeit, ihren Aberglauben und ihre Korruption vorzuhalten: „And I’m not a reformer anymore. I’m just a lewd vagrant. And I’m gonna show them. Show them all just how lewd, a lewd vagrant can be when she puts her whole heart into it, the way I do mine“ (deutsch: „Ich bin keine Reformerin mehr. Ich bin nur eine unanständige Vagabundin. Und ich werde es ihnen zeigen. Ihnen zeigen, wie unanständig eine unanständige Vagabundin sein kann, wenn sie ihr ganzes Herz hineinlegt, so wie ich es tue.“) Von den anderen Einwohnern wird sie darum wie eine Aussätzige behandelt; ihr versoffener Bruder hat sogar durchgesetzt, dass sie sich in dem County legal gar nicht aufhalten darf. Da Carol sofort erkennt, dass Val ebenfalls auf der Seite der Außenseiter steht, sucht sie verzweifelt seine Nähe. Val weist sie jedoch zurück, denn mit ihrem Party-Hintergrund will er eigentlich nichts mehr zu tun haben; mindestens ebenso sehr beunruhigt ihn Carols Zerbrechlichkeit.
Mit Vees Hilfe findet Val einen Job als Verkäufer im Torrance Mercantile Store. Inhaber dieses Ladens ist der schwerkranke und in seiner Hilflosigkeit sadistische Jabe Torrance. Dessen italienische Ehefrau, die von allen Lady genannt wird, ist eine intensive und leidenschaftliche Persönlichkeit, die ihren tyrannischen Mann hasst, ihr Schicksal aber ergeben trägt. Sie war einmal schwanger mit dem Kind von Carols Bruder David, das sie in einer Fehlgeburt jedoch verloren hat. David, der seine heimliche Liebschaft mit der Tochter eines Bootleggers damals vertuscht hat, erfährt erst im Laufe der Handlung davon.
Lady ist von Val, der ein Erzähler seltsamer und eigentümlich schöner Geschichten ist, auf Anhieb fasziniert. Obwohl der Fremde viel jünger ist als sie, wirft sie sich ihm in die Arme. Sie zeigt Val die Ruinen des Weingartens, der früher ihrem Vater gehörte, bis ein anonymer Mob von rassistischen Einwohnern das Lokal durch Brandstiftung vernichtete; dabei kam auch der Vater ums Leben. Ladys Traum ist es, das zerstörte Werk ihres Vaters wiederauferstehen zu lassen in Gestalt einer Konditorei, die sie neben dem Laden eröffnen will.
Lady, die ihr Begehren nur schwer kaschieren kann, kommt Val zunächst nicht näher. Jabe, der von seinem Krankenbett aus alles verfolgt, weidet sich an der Vergeblichkeit ihrer Liebeswerbung. Val jedoch glaubt nicht mehr an die Möglichkeit menschlicher Nähe:
Val: (presst Ladys Hand) What do you feel? (deutsch: Was fühlen Sie?)
Lady: Your hand. (Ihre Hand)
Val: That’s right. The size of my knuckles and the heat of my palm. (Das ist richtig. Die Größe meiner Fingerknöchel und die Wärme meiner Handfläche.)
Lady: What are you demonstrating now? (Was versuchen Sie mir jetzt zu zeigen?)
Val: That’s how well we know each other. All we know is just the skin surface of each other (lässt ihre Hand fallen). (Das ist es, wie gut wir einander kennen. Alles was wir voneinander kennen, ist bloß die Hautoberfläche.)
Lady: Why do you say these things to me tonight? (Warum sagen Sie mir heute abend diese Dinge?)
Val: Because nobody ever gets to know anybody. We’re all… we’re, all of us, sentenced to solitary confinement inside our own lonely skins for as long as we live on this earth. (Weil ein Mensch niemals einen anderen kennenlernt. Wir sind alle… wir sind, jeder von uns, zur Einzelhaft in unserer einsamen eigenen Haut verurteilt, solange wir auf dieser Erde leben.)
Um es Lady einfach zu machen ihn hinauszuwerfen, veruntreut er Geld aus der Ladenkasse und setzt es im Glücksspiel ein, legt den Betrag später jedoch wieder in die Kasse zurück. In ihrer Verzweiflung über Vals Unzugänglichkeit hat Lady inzwischen begonnen, ihn mehr und mehr zu tyrannisieren, und als die Spannungen in einen handgreiflichen Streit münden, wird Val schließlich doch Ladys Liebhaber.
Val erbaut für Lady eine märchenhaft und bizarr eingerichtete Konditorei. Am Tag der Eröffnung konfrontiert Jabe seine Frau damit, dass er selbst damals an dem Anschlag auf den Weingarten ihres Vaters beteiligt gewesen sei. Auf der Straße entdeckt Sheriff Talbot Val im Gespräch mit seiner Frau Vee, wird eifersüchtig und setzt Val eine Frist, in der er die Stadt zu verlassen habe. Obwohl Val Lady wirklich liebt, ist er bereit, dem Folge zu leisten, gerät mit Lady, die ihn nicht gehen lassen will, jedoch erneut in einen handgreiflichen Streit. Zeuge davon wird Jabes Krankenschwester Nurse Porter, die für die Ehefrau ihres Patienten voller bigotter Verachtung ist. Sie entlockt Lady das Geständnis, dass diese von Val ein Kind erwarte. Jabe erhebt sich von seinem Sterbebett, setzt die Konditorei in Brand und erschießt dann seine Frau. Ein aus Sheriff Talbot und seinen sadistischen Deputies bestehender Löschtrupp kommt hinzu und hindert Val, den Talbot für den Brandstifter hält, am Verlassen des brennenden Gebäudes. Val kommt in den Flammen um, nur seine Schlangenlederjacke bleibt unbeschädigt zurück und wird von Carol, die den Ort anschließend fluchtartig verlassen wird, gefunden:
Carol: Wild things leave skins behind them, they leave clean skins and teeth and white bones, and these are tokens passed from one to another, so that the fugitive kind can follow their kind. (deutsch: Wilde Geschöpfe lassen Häute hinter sich zurück, sie hinterlassen saubere Häute und Zähne und weiße Knochen, und das sind Pfänder, die einer dem anderen weitergibt, damit die Ruhelosen ihren Artgenossen folgen können.)

## Form
Der Film hält sich in weiten Teilen an die literarische Vorlage und erzählt die Geschichte in streng chronologischer Reihenfolge, wobei spätere Szenen jedoch oft auf frühere verweisen und diese im Nachhinein erklären.
Anders als die sehr erfolgreiche Tennessee Williams-Adaption Die Katze auf dem heißen Blechdach (1958), aber ebenso wie die bekanntesten anderen – Die Glasmenagerie (1950), Endstation Sehnsucht (1951), Die tätowierte Rose (1955) und Baby Doll (1956) – wurde Der Mann in der Schlangenhaut in Schwarzweiß gefilmt.

## Produktion und Rezeption

### Vorlage
Ausgangspunkt des Films ist Tennessee Williams´ Bühnenstück Battle of Angels, das 1940 uraufgeführt wurde, von Publikum und Kritik jedoch so unfreundlich aufgenommen wurde, dass das Stück niemals bis an den Broadway gelangte. Erst Jahre später wagte Williams den Versuch einer Umarbeitung, deren Ergebnis im März 1957 unter dem Titel Orpheus Descending (deutsch: Orpheus steigt herab) am Broadway uraufgeführt wurde. Als Hauptdarsteller der Broadway-Version hatte Williams sich Marlon Brando und Anna Magnani gewünscht. Magnani stand jedoch nicht zur Verfügung, weil für eine englischsprachige Bühnenproduktion ihr Englisch nicht ausreichte; Brando spielte erstens nicht mehr gern Theater, und zweitens urteilte er zu Recht, dass das Stück ein Vehikel für die Leading Lady sei, während die Rolle des Val vergleichsweise klein war. Williams schrieb die Rolle mehrfach um, konnte Brando jedoch nicht dafür interessieren. Am Broadway wurden die Hauptrollen darum mit Maureen Stapleton und Cliff Robertson besetzt; in der Rolle der Carol trat Lois Smith auf.

### Produktionsvorbereitungen
Die Bühnenproduktion wurde ein Fiasko, das auch die hochbegabte Stapleton nicht verhindern konnte. Obwohl es eigentlich keinen Grund gab, warum ein Stück, das auf der Bühne zweimal durchgefallen war, als Film mehr Erfolg hätte haben sollen, drängte Williams auf eine Adaption. Als Magnani sich bereiterklärte, an einer Verfilmung mitzuwirken – dabei konnte sie ihren englischen Text von Szene zu Szene genau vorbereiten – stieg auch Hal B. Wallis, der mit Magnani Die tätowierte Rose produziert hatte, in das Projekt ein, verkaufte seine Rechte dann jedoch an das junge Produzententeam Martin Jurow und Richard Shepherd, die bald von United Artists unterstützt wurden. Jurow war früher Magnanis Agent. Shepherd setzte sich auch mit Brandos Agent, Jay Kanter, in Verbindung, der jedoch nur mitteilen konnte, dass Brando an der Rolle immer noch kein Interesse habe. Die Rolle des Val wurde danach Anthony Franciosa angeboten, eine Wahl, die Magnani außerordentlich freute, weil sie mit ihm während der Dreharbeiten zu Wild ist der Wind vor der Kamera und auch in Wirklichkeit eine Liebesbeziehung begonnen hatte. Das Drehbuch schrieb Tennessee Williams mit Unterstützung des jungen Meade Roberts; den Titel The Fugitive Kind entlieh er einem Stück, das er in seiner College-Zeit geschrieben hatte. Als Regisseur wurde auf einen Vorschlag Magnanis, die Die zwölf Geschworenen gesehen hatte, Sidney Lumet unter Vertrag genommen, der ein Veteran des Group Theatre und damit auch für Williams eine naheliegende Wahl war.
Das Drehbuch war im Herbst 1958 fertiggestellt. Danach entstanden neue Schwierigkeiten: Wallis hatte sich zwar aus der Produktion des Films zurückgezogen, hatte aus seinem ursprünglichen Vertrag jedoch weiterhin einen Anspruch auf die Mitarbeit von Anthony Franciosa, den er in seinem Film Career (1959) einsetzen wollte, sodass Franciosa für Der Mann in der Schlangenhaut nun doch nicht zur Verfügung stand. Da ließ im Dezember überraschend Marlon Brando mitteilen, dass er nun doch an der Rolle interessiert sei. Brando war damals zwar mit den Dreharbeiten für den Film Der Besessene mehr als beschäftigt, in dieselbe Zeit fiel jedoch auch seine Scheidung von Anna Kashfi, und Brando benötigte dringend viel Geld. Für seine Mitwirkung in Der Mann in der Schlangenhaut forderte er 1 Million Dollar – eine unerhört hohe Gage, die in Hollywood bis dahin noch niemals gezahlt worden war und die der Präsident von United Artists, Arthur Krim, dennoch zusagte, weil die Besetzung des Films mit Brando und Magnani sowohl im In- als auch im Ausland ein Kassenmagnet zu werden versprach. Seit dem Erfolg des Films Die Katze auf dem heißen Blechdach (1958) war inzwischen auch Tennessee Williams’ Ruf als kassenträchtiger Autor wiederhergestellt. Magnani und Lumet sollten neben einer Gewinnbeteiligung jeweils etwa 125.000 Dollar erhalten.
Brando, der ein Liebhaber des Italienischen Neorealismus war, bewunderte Magnani. Umgekehrt bewunderte Magnani Brando und war durch die Aussicht, mit ihm gemeinsam spielen zu können, für den Weggang von Franciosa mehr als entschädigt. Um die Rolle des Val für Brando möglichst attraktiv zu machen, setzte sie sich bei Williams sogar für eine Erweiterung dieser Rolle ein. Zur selben Zeit besetzten Jurow und Shepherd die übrigen Rollen. Für die Rolle der Carol wählten sie Joanne Woodward aus, die im Vorjahr für ihren Auftritt in Eva mit den drei Gesichtern einen Oscar erhalten hatte. Der Mann in der Schlangenhaut wurde damit der erste Film in der amerikanischen Filmgeschichte, dessen Hauptrollen mit drei Trägern des Oscar für den besten Hauptdarsteller besetzt waren. Woodward war bei eigentlich bei 20th Century Fox engagiert, konnte für eine Gage von 30.000 Dollar jedoch „ausgeliehen“ werden. Maureen Stapleton, die auf der Bühne die Rolle der Lady gespielt hatte, begnügte sich im Film mit der kleinen Rolle der Sheriffsfrau Vee.

### Dreharbeiten
Die zweiwöchige Probenzeit, die Anfang Juni 1959 begann, war bei allen drei Hauptdarstellern von schweren persönlichen Belastungen überschattet. Woodward hatte kurz zuvor ein Kind zur Welt gebracht; Magnani war mit 51 Jahren immer noch eine schöne Frau, rang jedoch mit dem Älterwerden; Brando hatte gerade schwere Auseinandersetzungen mit seiner geschiedenen ersten Frau erlebt und war gleichzeitig mit der Postproduktion seines Films Der Besessene beschäftigt. Ohne die letzte Fassung des Drehbuchs genau gelesen zu haben, überraschte er Williams mit zahlreichen Änderungsvorschlägen, von denen jedoch keiner angenommen wurde. Eine Ausnahme bildet der Prolog, in dem Val in New Orleans vor Gericht aussagt – eine Szene, die viele Kritiker später als die beste des Films bewerteten. Brando hatte den Prolog vor allem deshalb angeregt, weil seine Rolle dadurch mehr Gewicht bekam.
Die Dreharbeiten begannen am 22. Juni 1959 in Milton, einem kleinen Ort in Upstate New York, der für die Kamera ohne großen Aufwand in die Kulisse eines Südstaatenstädtchens verwandelt werden konnte. Die Innenaufnahmen fanden später in einem Studio in den Bronx statt. Brandos Zusammenarbeit mit Magnani war von vornherein schwierig. Ihr Arbeitsstil war inkompatibel; während Brando immer viel Zeit benötigte, um sich in eine Rolle hineinzutasten, stürzte sich die temperamentvolle Magnani in eine neue Rolle von Anfang an ohne Reserven hinein. Sie war es auch gewöhnt, die Affären, die sie mit ihren Filmpartnern vor der Kamera hatte, nach Drehschluss fortzusetzen; Brando, der mit seinen Filmpartnerinnen gewöhnlich dasselbe tat, trieb sie jedoch auf die Palme, indem er sie mit geradezu parodistischer Courtoisie, aber sehr distanziert behandelte. Diese Reibungen machten es für ihn gleichzeitig äußerst schwierig, glaubwürdig die erotische Spannung umzusetzen, die zwischen Lady und Val auf der Leinwand bestehen sollte. Brando fühlte sich emotional ausgesaugt. Für Magnani war die Situation mindestens ebenso unangenehm, da sie durch die Rolle – einer älteren Frau, die vergeblich um einen jüngeren Mann wirbt – in eine Konfrontation mit einem Thema gezwungen wurde, das für sie persönlich sehr delikat war. Außerdem sprach sie kaum Englisch und hatte Mühe, sich im Set überhaupt Gehör zu verschaffen, sodass Brando und der Rest der Drehcrew bald eine nahezu geschlossene Front gegen sie bildeten. Sie beklagte dann zu Recht, dass Regisseur Lumet Brandos Schauspielarbeit viel mehr Aufmerksamkeit schenkte als ihrer.
Dieser Konflikt endete in einem Wettstreit, den Magnani und Brando dann vor laufender Kamera austrugen und in dem sie sich gegenseitig die Aufmerksamkeit zu stehlen versuchten. Bei den Dreharbeiten für die Szene, in denen Val sich bei Lady vorstellt und sie von ihm ein Empfehlungsschreiben verlangt, begnügte Brando sich zum Beispiel nicht damit, dieses Papier einfach hervorzuholen und Magnani zu reichen, sondern er zog einen zusammengefalteten, zerknitterten Brief aus der Tasche, den er dann umständlich entfaltete und glättete, bevor er ihn seiner Partnerin endlich übergab. Das war nicht nur ein glänzender schauspielerischer Einfall, sondern erlaubte es ihm auch, die eigene Person breit und eindrucksvoll in Szene zu setzen. Am Ende dieses Takes bat Magnani darum, die Szene noch einmal zu wiederholen. Brando wiederholte sein kleines Spiel, Magnani griff es nun jedoch auf und hantierte mit dem Papier ebenso ausführlich und umständlich, wie Brando es zuvor getan hatte, sodass nun sie den Effekt für sich verbuchen konnte. Beide beherrschten auch die Kunst, einen Take, in dem der Leinwandpartner eine allzu glänzende schauspielerische Leistung gezeigt hatte, z. B. durch einen Versprecher scheinbar absichtslos zu verderben.
Zusätzliche Probleme entstanden durch das unausgereifte Drehbuch, das z. B. nicht plausibel machte, warum Val seine Zuneigung nicht Carol, sondern Lady schenkt. Um diese Schwäche auszugleichen, musste Woodward die Rolle der Carol übertrieben hysterisch und in sehr unvorteilhafter Maske spielen. In ihrem beuteligen Trenchcoat – das Haar wasserstoffblond und schlecht frisiert, das Gesicht bleich geschminkt und die Augen mit Kajal geschwärzt – sah sie aus wie eine Wahnsinnige. Ungeachtet der Mängel des Drehbuchs widmete Lumet den Dreharbeiten ungeheure Sorgfalt und filmte zum Beispiel eine der Schlüsselszenen – Vals Monolog über den kleinen Vogel, der niemals den Erdboden berührt; die Szene war technisch besonders anspruchsvoll – 39-mal.
Zum zweiten Mal in seiner Karriere war Brando in dem Film mit einer Gesangsnummer zu hören: mit dem von Kenyon Hopkins komponierten und von Tennessee Williams getexteten Song Blanket Roll Blues.

### Veröffentlichung
Anfang Dezember 1959 wurde Der Mann in der Schlangenhaut zu Testzwecken erstmals einem Publikum präsentiert. Die Aufführung war ein Desaster und an vielen Stellen ein unfreiwilliger Lacherfolg. Der Film wurde anschließend neu geschnitten und um 25 Minuten gekürzt, wobei die Erzählung so aus dem Zusammenhang gerissen wurde, dass vieles nicht mehr zu verstehen war. Die überarbeitete Version wurde im April 1960 herausgebracht, wo sie vor leeren Häusern gespielt wurde. Die Rezensionen waren, mit wenigen Ausnahmen, vernichtend. Die Kritik richtete sich vor allem auf die Charaktere, die nicht als vielschichtig oder interessant, sondern als pathologisch und hässlich empfunden wurden. Vergleichen lassen musste Der Mann in der Schlangenhaut sich vor allem mit dem im Vorjahr erschienenen Tennessee Williams-Adaption Die Katze auf dem heißen Blechdach, deren Protagonisten Elizabeth Taylor und Paul Newman eine ungleich eindrucksvollere „Chemie“ gezeigt hatten als Brando und Magnani. Der Mann in der Schlangenhaut war der erste Film mit Marlon Brando, der Geld verlor. Seine Herstellungskosten von 2,3 Millionen Dollar hat der Film nicht annähernd eingespielt.

## Auszeichnungen
Die einzigen Filmpreise, die Der Mann in der Schlangenhaut errang, waren die Silberne Muschel (für Sidney Lumet) und der Zulueta Preis für die beste Darstellerin (Joanne Woodward) auf dem Festival Internacional de Cine de Donostia-San Sebastián im Jahre 1960.

## Kritiken
„Ästhetisch reizvolle Variation des Orpheus-Themas nach einem Bühnenstück von Tennessee Williams, deren nihilistische Aussage durch die Poetisierung des armseligen Lebens bemäntelt wird. Hervorragend gespielt und inszeniert.“

„(…); ein Film voll melancholischer Poesie und innerer Wahrheit. (Wertung: 3 Sterne (sehr gut))“